# 데미 로바토의 음반 목록
미국 연예인 데미 로바토는 네 개의 정규 앨범, 두 개의 라이브 앨범, 두 개의 미니 앨범, 14개의 싱글 앨범을 발매하였다. 음악 활동 시작 전에 2008년 6월 20일에 첫 방영된 디즈니 채널의 텔레비전용 영화이며 뮤지컬 영화인 캠프 락 주연을 맡았다.